# Стіллвотер
Стіллвотер (Stillwater) — найбільший комплекс родовищ платиноїдів США, розташований на півночі країни, в штаті Монтана, поблизу південного кордону штату.

## Характеристика
Включає родовища Стіллуотер та Іст-Боулдер, які приурочені до півд.-західного борту розшарованого лополіту основних-ультраосновних порід Стіллуотер. Вік порід, що складають лополіт, становить 2,7 млрд років. Його підошва залягає субгоризонтально на ранньоархейських ґнейсах і гранітоїдах. Лополіт має потужність 6-8 км і складений трьома серіями мафіт-ультрамафітових порід. В основі нижньої серії залягає горизонт норитів (потужністю 150 м) з прошарками бронзититів; вище залягають ультраосновні гірські породи — гарцбургіти, бронзитити, перидотити та ін., що перешаровуються з підлеглими шарами норитів. У низах середньої серії знаходиться потужний (до 800 м) горизонт норитів, в середній її частині — шар габро (300–600 м), у верхах — потужний (1100–1500 м) горизонт анортозитів і підлеглих їм троктолітів та габро. Верхня серія лополіту (400–1100 м) майже повністю складається з габро. У норитах нижнього горизонту середньої серії розташовується шар (або риф) J-M. Вміст платиноїдів у ньому — 15-120 г/т. На порядок менші концентрації платиноїдів виявлені також у норитах підошви лополіту, у малопотужних прошарках хромітиту, а також в окремих збагачених хромітом ділянках тіл олівинових бронзититів. Продуктивний риф J-M простежується за простяганням на 45 км, за падінням максимально на 6,5 км. Середня потужність рифу — близько 2,4 м, середній вміст платиноїдів — 21,8 г/т.
На 1999 р. підтверджені запаси родовища категорії proven становили 1,764 млн т руди із сумарним вмістом платини й паладію 23,0 г/т, категорії probable — 21,216 млн т із вмістом платини і паладію 22,1 г/т; загальні підтверджені запаси платини і паладію — 509,5 т. Відношення паладію до платини в рудах із середнім вмістом платиноїдів 22,1 г/т становило 3,3 : 1. На родовищі Іст-Боулдер (відрізок рифу J-M протяжністю близько 4 км в інтервалі глибин 500—600 м) на 1999 р підтверджені запаси руди категорії probable — 13,313 млн т із сумарним вмістом платини та паладію 22.1 г/т (294,2 т металу). Підтверджені запаси платини й паладію обох родовищ становили 803,7 т, з них паладію — 616,8 т, платини — 186.9 т. Виявлені ресурси платиноїдів (із передбачуваними запасами) оцінені компанією Stillwater Mining в 854 т, а прогнозні ресурси — в 7 тис. т. За іншими оцінками прогнозні ресурси МПГ в масиві Стіллуотер становили не менше 30 тис. т.
На початку XXI ст. в комплексі Стіллуотер розробляли ділянки з вмістом платиноїдів 23-25 г/т. Середній вміст попутного нікелю — 0,24 %, міді — 0,14 %. Риф J-M розроблявся рудником Стіллуотер підземним способом. На південний захід компанія Stillwater Mining завершувала будівництво підземного рудника Іст-Боулдер. У 2000 р. з руд родовища Стіллуотер було отримано 10,3 т паладію і 3,1 т платини (всього 13,4 т, проти 12,7 т 1999 р.). Відпрацьовувався інтервал продуктивного рифу протяжністю майже 8 км.
У 2001—2002 рр., після введення в експлуатацію рудника Іст-Боулдер, видобуток руди досяг 1400-1500 тис. т на рік, а виробництво платиноїдів — 31 т.[джерело?] До 2003—2004 рр. планувалося збільшити видобуток платиноїдів до 40 т. Із пуском підприємств на комплексі Стіллуотер США посіли 3-є місце за виробництвом платиноїдів у світі після (після ПАР, Росії і Канади)[уточнити].